# Marie Motlová
Marie Motlová eredetileg Mottlová (Bor, 1918. május 1. – Prága, 1985. augusztus 26.) cseh színésznő. Legismertebb filmszerepei a Jaroslava papagáj című film trilógia, a Kórház a város szélén című filmsorozat, valamint a Nők a pult mögött című filmsorozatból ismert.

## Élete
A színészet már gyermekkora óta vonzotta, gyakran nézte nagynénje produkcióit, és játszott is amatőr színészként nagynénje társulatában. Később a csehországi Plzeň városában színészkedett, de elvégezte az orvosi egyetemet is, és dolgozott nővérként is.
Nagy vágya volt, hogy színésznő legyen, így a Konzervatórium dráma szakán diplomázott 1943-ban. Játszott egy kevésbé ismert kis színházban olyan színészekkel, mint Antonia Hegerliková, Jaromír Burn, Joseh Pehr, Felix le Breux. Az 1942 és 1944-es évadokban az Art Forum Színházában játszott, majd a megszállás után játszott a Forradalmi Gárdában is. 1946 és 1948 között a Honzlová Stúdió tagja volt, mely a Nemzeti Színház berkein belül jött létre. Több évet töltött Prágán kívül, majd 1953-ban egy regionális színházban dolgozott, 1979-ben Kladno-ban játszott, és egy rádió külső bemondónője is volt. 1979-ben ment nyugdíjba.
Filmezni későn kezdett, Jaroslav Parrot rendező ajánlott fel neki először egy filmszerepet, mint Oma Homolková az Ecce Homo Homolka című műben. Utolsó filmszerepe 1984-ben volt, ahol egy idősebb hétköznapi nőt kellett alakítania, melyben pizsamában szerepelt. Természetesen a nézők mint Ema kisasszony emlékeztek rá a Kórház a város szélén című filmsorozatból.